# Holden HD
De Holden HD-serie was een serie van het Australische automerk Holden. Deze serie was volledig hertekend ten opzichte van de voorgaande EH-serie en was aldus Holdens vierde nieuwe serie en de negende serie in totaal. Hoewel het model een goede start nam faalde het later. Het design werd niet gesmaakt zoals dat van de EH had gedaan en voor het eerst haalde het Australische merk een model vervroegd van de markt. De HD-serie staat daardoor bekend als de kortst geproduceerde Holden ooit.

## Geschiedenis
De modellen van de HD-serie kwamen met dezelfde Red Engine motoren als die uit de EH-serie, met de toevoeging van een krachtiger X2-versie van 140 pk. Verder kreeg de HD naast nieuwe lijnen ook een veel betere uitrusting. Zo kregen de modellen voor het eerst een alternator en waren schijfremmen als optie beschikbaar. De HD's betekenden ook een vooruitgang in binnen- en kofferruimte. Het was vooral op deze vooruitgangen dat het initiële succes van de HD-serie gebaseerd was. Het latere falen werd vooral aan het design, en dan vooral dat van de voorzijde, geweten.
Van de 178 927 HD's werden 6521 stuks volledig geëxporteerd, gingen 14 460 stuks als Complete Knocked Down kit het land uit en werden 157 946 stuks voor de lokale markt geproduceerd. In 1965 werden bijna 20 000 Holdens geëxporteerd en in mei dat jaar zette het merk recordmaandverkopen neer met meer dan 19 000 verkopen.

## Modellen
- Feb 1965: (HD 215) Holden Standard Sedan
- Feb 1965: (HD 225) Holden Special Sedan
- Feb 1965: (HD 235) Holden Premier Sedan
- Feb 1965: (HD 219) Holden Standard Station Sedan
- Feb 1965: (HD 229) Holden Special Station Sedan
- Feb 1965: (HD 239) Holden Premier Station Sedan
- Jul 1965: (HD 2106) Holden Utility
- Jul 1965: (HD 2104) Holden Panel Van